# ジュディス・ウォーラースタイン
ジュディス・ウォーラースタイン(Judith Wallerstein, 1921年12月27日 - 2012年6月18日）は、アメリカの心理学者。離婚が子供に及ぼす長期的影響に関する権威である。カリフォルニア大学バークレー校の上級講師であり、カリフォルニア州にある「ジュディス・ウォーラースタイン家族遷移研究センター」の創設者である。
離婚経験者を対象として、長期の追跡調査を行い、離婚が子供や当事者に与える影響について研究してきた。研究成果は、当初のウォーラースタイン自身の予測とは異なって、親が離婚した子供は、強い精神的な打撃を受けており、親から見捨てられる不安を持ち、学業成績が低下し、人間関係の樹立と維持に対して臆病であり、成人してからも低い社会的地位しか得られず、自分自身の結婚生活も失敗に終わることが多いことが判明した。
ウォーラースタインの研究結果は多くの論争を巻き起こしたが、その後各国で多くの大規模な調査が行われ、ウォーラースタインの結果が実際に存在することが確認されて、事実であると認められている。
ウォーラースタインは、医学、心理学、法学の多くの団体から、多数の賞を得ている。

## 略歴
1921年ニューヨークに生まれる。精神科医の夫との間に3人の子供がある。
2012年6月18日、カルフォルニア州ピードモンドで死去。90歳没。